# Alex Ainley
Pas d'image ? Cliquez ici

a Compétitions nationales et continentales officielles uniquement.

Dernière mise à jour le 13 septembre 2021.
Alex Ainley, né le 16 juillet 1981 à Auckland (Nouvelle-Zélande), est un joueur de rugby à XV néo-zélandais évoluant principalement au poste de deuxième ligne. Il joue avec la province de Tasman en NPC depuis 2020.

## Biographie
Alex Ainley commence à jouer au rugby avec le club amateur du Marist North Harbour RC basé à Albany dans le championnat de la province de North Harbour,. Il représente aussi les équipes jeunes de North Harbour, lors des compétitions nationales.
Après avoir obtenu une licence de géographie à l'université, il part jouer au rugby en Italie pendant quatre ans. Il joue notamment avec le Rugby Parme lors de la saison 2003-2004. Avec cette équipe, il dispute notamment deux rencontres de challenge européen, à chaque fois contre la Section paloise.
En 2005, il rentre en Nouvelle-Zélande, et rejoint la province de Marlborough pour disputer le National Provincial Championship (NPC). Dès sa première saison, il dispute sept rencontres, toutes au poste de troisième ligne aile, et inscrit un essai.
La saison suivante, le championnat est réformé, et Marlborough est fusionnée avec Nelson Bays (en) pour former la province de Tasman. Ainley dispute la saison inaugurale avec cette province, et s'impose immédiatement comme un cadre,. Il devient le capitaine de cette équipe pour la saison 2007, succédant à Ti'i Paulo,.
Parallèlement à sa carrière avec Tasman, il retourne en Italie entre chaque saison de NPC, pour disputer le Super 10 avec l'équipe de Parme. Il dispute les saisons 2007-2008 et 2008-2009 avec le club parmesan, et remporte la Coupe d'Italie à deux reprises.
En 2010, voyant son futur avec Tasman mis en difficulté la menace d'une rétrogradation administrative, il décide alors de répondre favorablement à une offre japonaise financièrement intéressante. Il signe un contrat d'un an avec les Mitsubishi Dynaboars évoluant en Top League Est A, où il a la lourde tâche de faire oublier Troy Flavell parti à Bayonne. Après une première saison convaincante, où il obtient beaucoup de temps de jeu, il prolonge son contrat pour deux saisons supplémentaires. Après deux nouvelles bonnes saisons, il reçoit une nouvelle offre de prolongation de la part du club, mais décide de ne pas y donner suite pour rentrer vivre en Nouvelle-Zélande.
Alors âgé de 32 ans, il s'installe à Nelson avec sa famille, et occupe un emploi de manager dans une entreprise de travaux publics. Bien qu'il pensait avoir arrêté sa carrière de joueur de rugby, il est contacté par son ancienne équipe de Tasman, qui manque de joueurs en deuxième ligne, pour disputer la saison 2013 de NPC,. Il participe dès sa première saison à l'obtention du titre de Championship (deuxième division du NPC). L'année suivante, pour le retour de Tasman en première division provinciale, il dispute une nouvelle saison pleine avec onze matchs joués (sur douze possibles).
Grâce à ses performances avec Tasman, il est contacté par Jamie Joseph pour rejoindre l'effectif de la franchise des Highlanders pour la saison 2015 de Super Rugby,. Après un début de saison perturbé par des blessures subies à l'entrainement, il fait ses débuts en Super Rugby à l'âge avancé de 33 ans, le 16 mai 2015 contre les Cheetahs,. Lors de sa première saison au plus haut niveau, il dispute un total de huit rencontres, à chaque fois comme titulaire. Il est notamment titularisé lors des trois matchs de phases finales, dont la finale remportée face aux Hurricanes, et participe à l'obtention du premier titre de Super Rugby de l'histoire de la franchise,.
Devenu un joueur important de la franchise basée à Dunedin, et ne semblant pas baisser de niveau malgré son âge, il est prolonge chaque année on contrat pour une saison supplémentaire jusqu'en 2018,. En 2017, il affronte victorieusement les Lions britanniques lors de leur tournée en Nouvelle-Zélande.
En 2017, dix après son premier capitanat, il devient à nouveau le capitaine de sa province de Tasman.
En 2018, après une saison en demi-teinte avec les Highlanders (sept matchs), il se blesse au mollet avec Tasman lors de la saison de NPC, et ne dispute que deux rencontres. Par conséquent, il ne se voit pas offrir de contrat par les Highlanders pour la saison 2019, et prend la décision d'arrêter sa carrière, à l'âge de 37 ans.
Il déménage alors à Tauranga pour trouver un travail, mais il est poussé par un ami à continuer la pratique du rugby avec le club amateur local de Rangiuru,. De fil en aiguille, il est contacté par la province de Bay of Plenty et dispute la saison 2019 de NPC. Il remporte alors la Championship, et dispute son centième match au niveau provincial lors de la finale remportée face à Hawke's Bay,.
A la fin de l'année 2019, il est appelé par la franchise des Crusaders pour participer à leur pré-saison, et compenser les blessures de Scott Barrett et Ethan Blackadder. Il participe notamment au match amical contre les Hurricanes en janvier 2020. Il rentre ensuite chez lui à Tauranga, mais il rejoint à nouveau l'équipe quelques mois plus tard pour remplacer Scott Barrett, à nouveau blessé, et disputer le Super Rugby Aotearoa,. Il ne dispute aucune rencontre, mais fait tout de même partie de l'effectif qui remporte le championnat.
Revenu vivre à Nelson en 2020, il accepte de rejoindre une nouvelle fois son ancienne province de Tasman, qui viennent de perdre les jeunes Quinten Strange et Pari Pari Parkinson (en) sur blessures,. Il devient le deuxième Centurion (joueur ayant atteint les 100 apparitions avec une équipe) de la province de Tasman, après Robbie Malneek, à l'occasion d'un match contre Canterbury le 7 novembre 2020. Bien qu'il ne soit pas aligné lors des phases finales, il remporte un nouveau titre à l'âge de 39 ans lorsque Tasman remporte le championnat après une finale contre Auckland.
Un an plus tard, il n'est pas retenu dans l'effectif de Tasman pour la saison 2021 de NPC.

## Palmarès

### En club et province
- Champion du Super Rugby en 2015 avec les Highlanders.
- Champion du Super Rugby Aotearoa en 2020 avec les Crusaders.
- Champion du NPC Premiership en 2020 avec Tasman.
- Champion du NPC Championship en 2013 avec Tasman, et en 2019 avec Bay of Plenty.

- Vainqueur de la Coupe d'Italie en 2008 et 2009 avec le Rugby Parme.